# Lunnesläktet
Lunnesläktet (Fratercula) är ett fågelsläkte med alkor inom ordningen vadarfåglar. Släktet omfattar numera tre arter

## Utseende
Alla tre arter har en hög, tillplattad fårad näbb som är mycket färggrann under häckningstid. Efter häckningen fäller arterna de yttre färggranna delarna av näbben och bär sedan en mindre gråare näbb. De har små och spetsiga vingar och en kort stjärt som avslutas tvärt. Vingarna är anpassade för att simma och dyka. De flyger tämligen snabbt med mycket snabba vingrörelser och ofta lågt över vattenytan. När de står på land stödjer de endast på framkanten av foten.

## Levnadssätt
Arterna inom släktet är pelagiska havsfåglar som huvudsakligen födosöker genom att dyka efter fisk – till exempel tobis och lodda – samt zooplankton, såsom krill. De häckar i stora kolonier på klippiga kuster eller öar ute till havs där de placerar sina bon i skrevor eller i bohålor i marken. De lägger ett ägg per häckningssäsong.

## Etymologi
Det vetenskapliga släktnamnet Fratercula är latin och betyder 'liten broder', vilket förmodligen refererar till att fåglarna till utseendet påminner om små munkar.

## Arter inom släktet och deras utbredning
- Lunnefågel (Fratercula arctica) – häckar i Nordatlanten, både på den europeiska och nordamerikanska sidan
- Tofslunne (Fratercula cirrhata) – häckar främst utmed Rysslands, Japan, Alaskas, Kanadas och USA:s kuster
- Hornlunne (Fratercula corniculata) – häckar främst utmed kusterna av Ryssland, Alaska och Kanada

En fjärde art finns beskriven som dog ut under slutet av pleistocen eller början av holocen:
- Kalifornienlunne (Fratercula dowi)

## Bilder

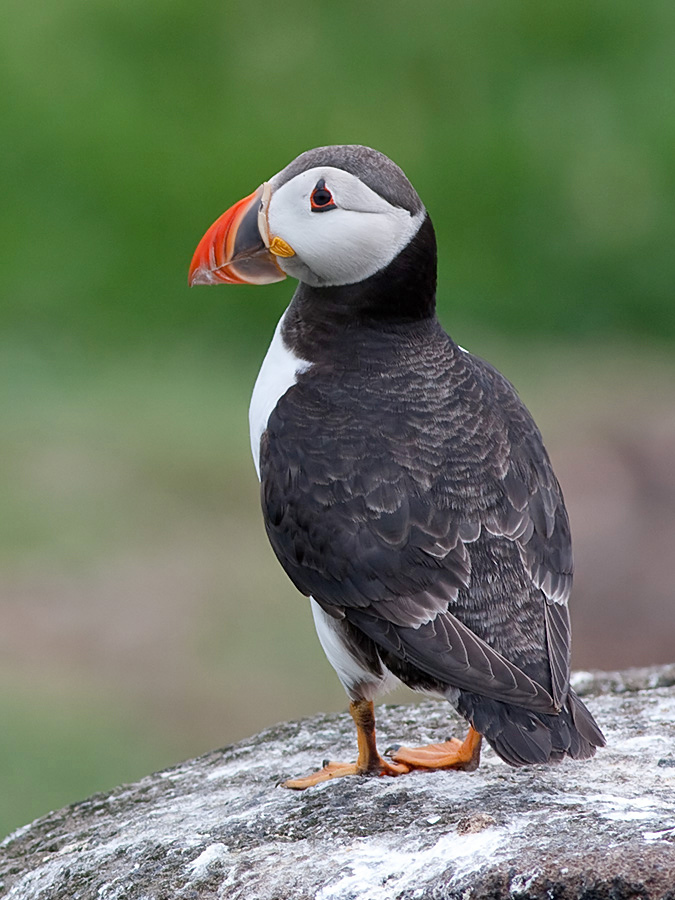
Lunnefågel (F. arctica)
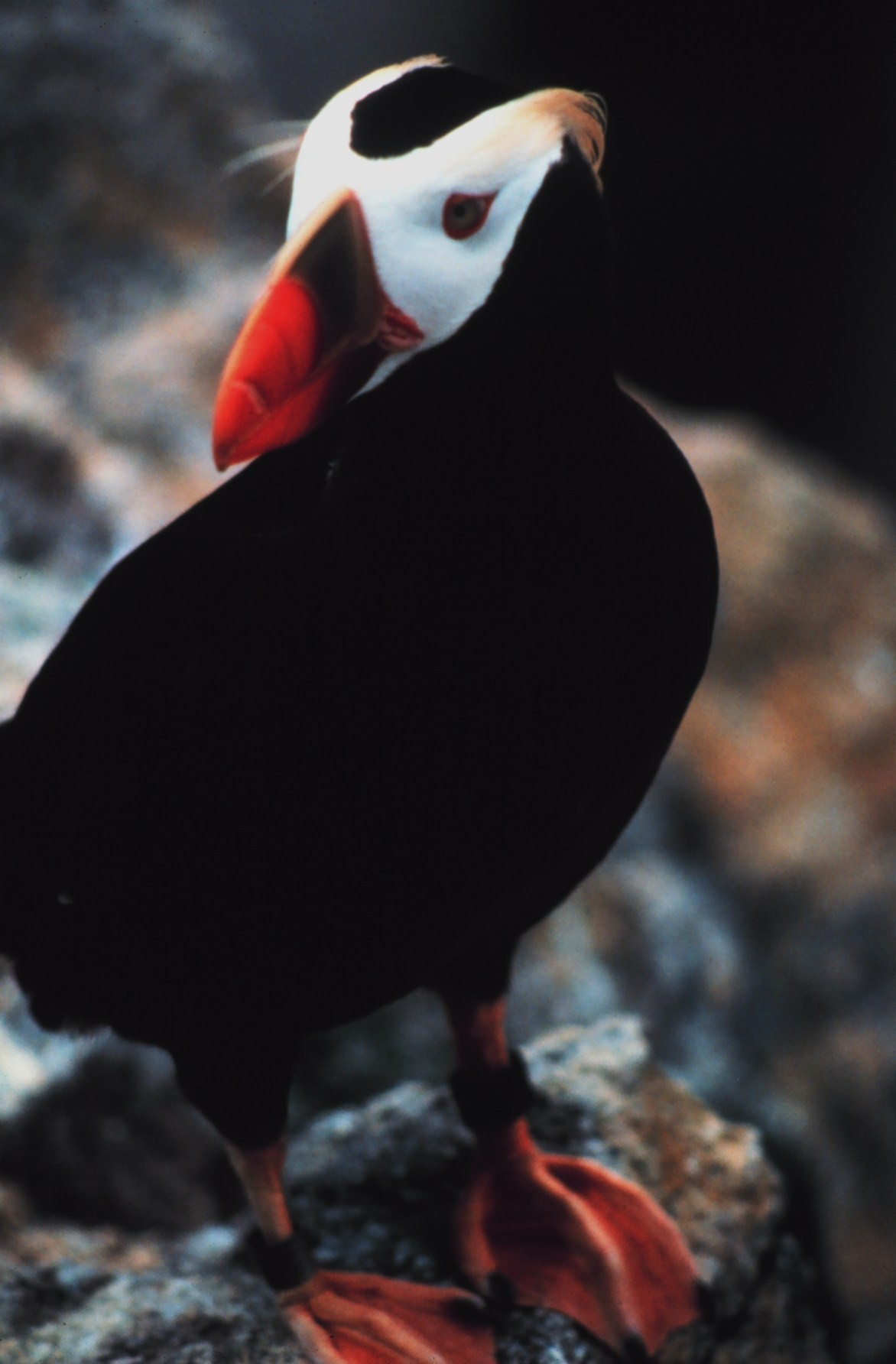
Tofslunne (F. cirrhata)
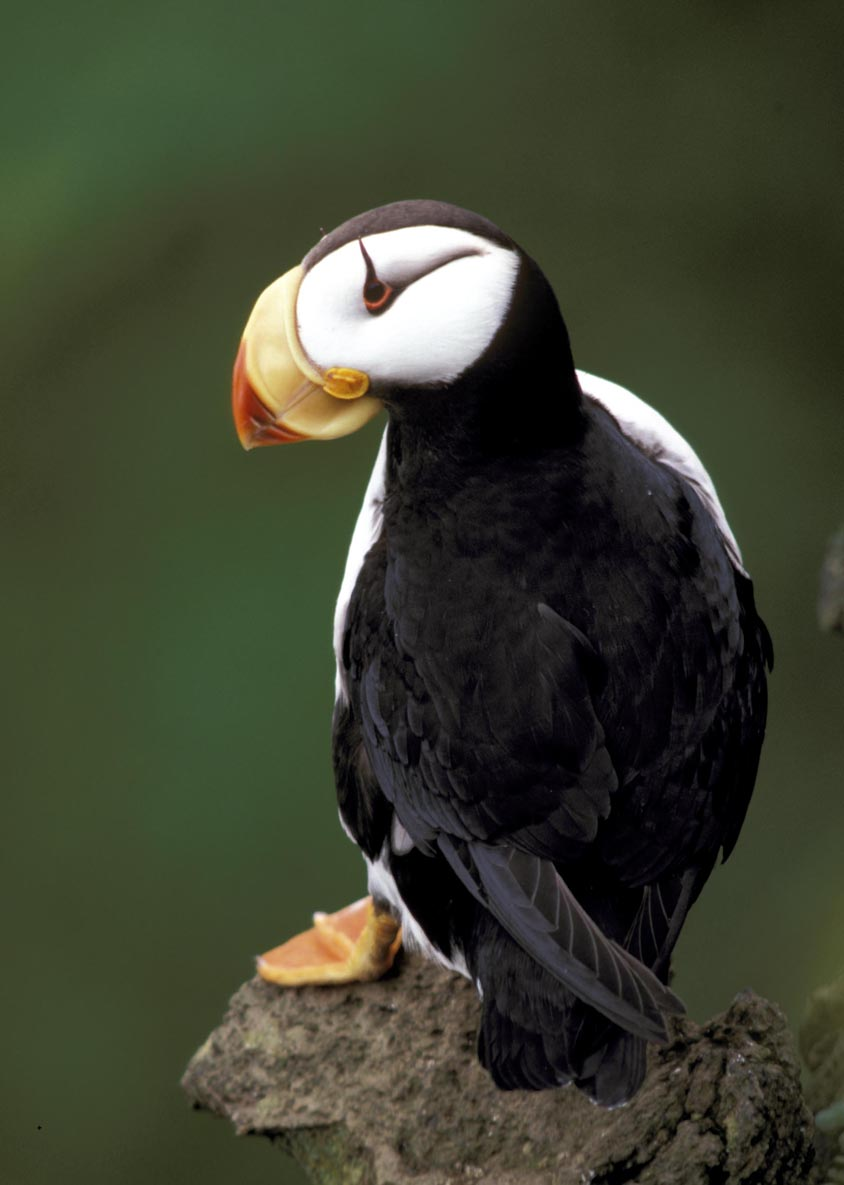
Hornlunne (F. corniculata)